# Avaray
Avaray és un municipi francès, situat al departament del Loir i Cher i a la regió de Centre – Vall del Loira. L'any 2007 tenia 722 habitants.

## Demografia

### Població
El 2007 la població de fet d'Avaray era de 722 persones. Hi havia 294 famílies, de les quals 74 eren unipersonals (41 homes vivint sols i 33 dones vivint soles), 102 parelles sense fills, 106 parelles amb fills i 12 famílies monoparentals amb fills.
La població ha evolucionat segons el següent gràfic:
Habitants censats

### Habitatges
El 2007 hi havia 363 habitatges, 294 eren l'habitatge principal de la família, 52 eren segones residències i 17 estaven desocupats. 320 eren cases i 43 eren apartaments. Dels 294 habitatges principals, 240 estaven ocupats pels seus propietaris, 47 estaven llogats i ocupats pels llogaters i 7 estaven cedits a títol gratuït; 2 tenien una cambra, 18 en tenien dues, 48 en tenien tres, 77 en tenien quatre i 149 en tenien cinc o més. 222 habitatges disposaven pel capbaix d'una plaça de pàrquing. A 120 habitatges hi havia un automòbil i a 147 n'hi havia dos o més.

### Piràmide de població
La piràmide de població per edats i sexe el 2009 era:
| Homes | Edats   | Dones |
| ----- | ------- | ----- |
| 0     | 95 o +  | 0     |
| 4     | 90 a 94 | 0     |
| 8     | 85 a 89 | 0     |
| 8     | 80 a 84 | 24    |
| 16    | 75 a 79 | 20    |
| 8     | 70 a 74 | 24    |
| 4     | 65 a 69 | 20    |
| 12    | 60 a 64 | 8     |
| 8     | 55 a 59 | 16    |
| 24    | 50 a 54 | 16    |
| 12    | 45 a 49 | 8     |
| 16    | 40 a 44 | 16    |
| 28    | 35 a 39 | 20    |
| 40    | 30 a 34 | 36    |
| 16    | 25 a 29 | 4     |
| 16    | 20 a 24 | 16    |
| 12    | 15 a 19 | 12    |
| 4     | 10 a 14 | 12    |
| 40    | 5 a 9   | 20    |
| 12    | 0 a 4   | 24    |

## Economia
El 2007 la població en edat de treballar era de 435 persones, 357 eren actives i 78 eren inactives. De les 357 persones actives 326 estaven ocupades (174 homes i 152 dones) i 30 estaven aturades (17 homes i 13 dones). De les 78 persones inactives 38 estaven jubilades, 20 estaven estudiant i 20 estaven classificades com a «altres inactius».

### Ingressos
El 2009 a Avaray hi havia 293 unitats fiscals que integraven 712 persones, la mediana anual d'ingressos fiscals per persona era de 19.518,5 €.

### Activitats econòmiques
Dels 27 establiments que hi havia el 2007, 1 era d'una empresa alimentària, 1 d'una empresa de fabricació d'altres productes industrials, 7 d'empreses de construcció, 6 d'empreses de comerç i reparació d'automòbils, 3 d'empreses de transport, 2 d'empreses d'hostatgeria i restauració, 1 d'una empresa financera, 2 d'empreses immobiliàries, 3 d'empreses de serveis i 1 d'una empresa classificada com a «altres activitats de serveis».
Dels 7 establiments de servei als particulars que hi havia el 2009, 1 era un paleta, 1 guixaire pintor, 3 fusteries, 1 lampisteria i 1 restaurant.
L'únic establiment comercial que hi havia el 2009 era una carnisseria.
L'any 2000 a Avaray hi havia 9 explotacions agrícoles que ocupaven un total de 1.044 hectàrees.

## Equipaments sanitaris i escolars
El 2009 hi havia una escola elemental integrada dins d'un grup escolar amb les comunes properes formant una escola dispersa.

## Poblacions més properes
El següent diagrama mostra les poblacions més properes.